# Berghöfe (Wittenberge)
Berghöfe ist ein Wohnplatz im Ortsteil Lütjenheide der Stadt Wittenberge im Landkreis Prignitz in Brandenburg.

## Geografie
Der Ort liegt gut fünfhundert Meter ostnordostwärts von Lütjenheide und knapp vier Kilometer ostsüdostwärts von Wittenberge. Er ist umgeben vom FFH-Gebiet Elbdeichvorland, dem Vogelschutzgebiet Unteres Elbtal, dem Naturschutzgebiet Wittenberge-Rühstädter Elbniederung, dem Biosphärenreservat Flusslandschaft Elbe und dem Landschaftsschutzgebiet Brandenburgische Elbtalaue.
Unmittelbar östlich der Ortslage befindet sich das Kreuzwasser, ein etwa 3,6 ha großes Altwasser, welches heute als Angelgewässer genutzt wird. Nördlich fließt die Karthane am Ort vorbei. Nachbarorte sind Breese im Norden, Klein Lüben im Osten, Zwischendeich und Schadebeuster im Süden sowie Lütjenheide und Wallhöfe im Westen.